# If You Leave (album, Daughter)
If You Leave je debutové album skupiny Daughter. Bylo vydáno pod 4AD 18. března 2013. Během očekávání alba bylo 24. ledna 2013 za účelem propagace vydáno hudební video pro píseň Still, které zrežírovali Iain Forsyth a Jane Pollardová.

## Seznam skladeb
1. „Winter“ – 4:43
2. „Smother“ – 4:02
3. „Youth“ – 4:13
4. „Still“ – 3:33
5. „Lifeforms“ – 5:35
6. „Tomorrow“ – 4:41
7. „Human“ – 3:32
8. „Touch“ – 4:26
9. „Amsterdam“ – 4:03
10. „Shallows“ – 6:54

## Pozadí
Skupina Daughter se zformovala v roce 2010, původně představujíc sólovou práci zpěvačky Eleny Tonry, později její společnou tvorbu ještě s kytaristou Igorem Haefelim a bubeníkem Remim Aguilellou. Zájem o skupinu započal vydáním Demos EP a rozšířil se s vydáním debutového EPu His Young Heart, jenž vyšel 20. dubna roku 2011. 2. října téhož roku přišli s dalším EPem, The Wild Youth, a to prostřednictvím umělecky vedeného vydavatelství Communion Records. The Wild Youth získal ocenění od britské stránky For Folk's Sake, jež skupinu popsala slovy: "jeden z nejunikátnějších zvuků v popovém okruhu dneška''. Huw Stephens, DJ BBC Radio 1, Daughter také pozval k představení do Maida Vale Studios pro jeho show. V roce 2012 se Daughter zapsala u 4AD a začala pracovat na svém debutovém albu - If You Leave.

## Nahrávání
K jejich přístupu Igor Haefeli uvedl: "Nikdy jsme doopravdy skladby před jejich nahráváním nenacvičovali. Bylo to sepsané v bytě a poté zkrátka nahráno ve studiu, kde vyšlo mnoho částí." Daughter nahrála novou verzi pro píseň Youth i v živém provedení.

## Vydání

### Umístění a ocenění
18. března 2013 Daughter vydala If You Leave, které rychle získalo čtvrté místo britského indie album žebříčku a šestnácté místo v Top 100. Ještě před vydáním alba skupina v říjnu vypustila do světa první singl z alba, Smother. Ten byl vysílán na BBC Radio 1 i BBC Radio 6 a získal ocenění Single of the Week dlouhodobě je podporujícím Huwem Stephensem. Později vyšel propagační singl Still bez žádného oficiálního obalu a 24. ledna 2013 pro něj bylo vytvořeno hudební video Iainem Forsythem a Jane Pollardovou. Dne 29. dubna 2013 vydali singl Human na sedmipalcové gramofonové desce. Během týdne končícím 5. května 2013 byla píseň Youth vydána na iTunes Store jako Free Single of the Week.
Počítaje do ledna 2016, ve Velké Británii bylo prodáno 74 489 kopií alba.

### Kritika
Recenze od kritiků byly pozitivní. Album bylo ohodnoceno kladně také BBC Music, kteří jej popsali jako "neustále okouzlující design", "zcela hypnotické" a "poutavější než mnoho jiných nabídek stejného druhu". The Guardian, který ohodnotil album třemi hvězdičkami z pěti, uvedl smíšenou recenzi, charakterizujíc album jako "atmosférické, ale... tak vypočítavě, obzvláště nastavené proti [Elenině] přetažené poezii".

## Podíl
- Elena Tonra – vokály, kytara
- Igor Haefeli – kytara, producent
- Remi Aguilella – bubny, bicí